# Club Voleibol Sanse
El Club Voleibol Sanse es el club de voleibol de la localidad de San Sebastián de los Reyes (Madrid) España. Fue el único representante de la Comunidad de Madrid en las categorías superiores del voleibol femenino español desde 2006 a 2009.
Constituido como tal en 1990, procede de la Escuela Municipal de San Sebastián de los Reyes cuyos orígenes se remontan a 1975. El equipo sénior asciende por primera vez a la Superliga Femenina el 21 de junio de 2001, en la fase de ascenso celebrada en Gijón, permaneciendo tres temporadas. Tras dos años en FEV retorna a la máxima categoría en 2006, tras una disputada fase final en la que los cuatro aspirantes se mantuvieron y acabaron empatados a puntos. En su retorno a Superliga compite con el patrocinio de Mepaban.
El club en la actualidad realiza un gran trabajo de cantera, con equipos de voleibol masculino y femenino en diversas categorías y casi 500 deportistas desde los 3 años en adelante.
En 2007 es el equipo anfitrión de la Copa de la Reina, que se celebra en San Sebastián de los Reyes del 22 al 25 de febrero. Un año después, el 9 de febrero de 2008 consigue en Las Palmas de Gran Canaria el subcampeonato de la Copa en la final frente al Club Atlético Voleibol Murcia 2005 en la edición que organizó el IBSA Club Voleibol.
En 2009 renuncia a la categoría y desciende a liga FEV. Una nueva junta directiva encabezada por Pedro Gironés Galiana y José María Criado Senovilla comienzan a gestionar una deuda de más de 300.000.-€ que pondrían fin en el verano de 2016. Ahora ambos directivos continúan como Presidente y Tesorero de la entidad respectivamente. El club es un modelo de gestión excelente en un municipio cuyo compromiso en el impulso del deporte es ejemplar a nivel autonómico y nacional. 